# Boomtown Shakedown
Boomtown Shakedown – niemiecki zespół muzyczny założony w 2011 roku i składający się z muzyków z Münster i Zagłębia Ruhry. Grupa gra mieszankę reggae i ska z elementami rocka. Członkowie zespołu szczególnie angażują się w niemiecko-polską wymianę kulturalną.
Ich teksty pisane są zarówno w języku niemieckim, jak i angielskim i często dotyczą codziennych tematów, które pozwalają przyjrzeć się życiu z bliska. W tekstach i wyborze ich występów, bliskość natury i kwestie społeczne odgrywają główną rolę.

## Historia
Zespół wywodzi się z Münster reggae combo Mackatree Posse i dortmundzkiego zespołu Skankin' Sun z którego wywodzi się część obecnych członków. Różne korzenie muzyczne charakteryzują wszechstronną orientację grupy.
Boomtown Shakedown występowali na znanych niemieckich festiwalach pop i reggae, takich jak Juicy Beats, Ruhr Reggae Summer i Reggae Jam. Występowali również w mniejszym składzie akustycznym (jako Boomcoustix) na innych festiwalach, takich jak Stemweder Open Air i w Serbii.
W ciągu kilku lat Boomtown Shakedown grali jako zespół otwierający dla hawajskiego artysty reggae Mike'a Love'a i współorganizowali dla niego sesję wideo i kilka koncertów.
Oprócz regularnych koncertów, zespół organizuje wielodniowe wycieczki rowerowe dla swoich fanów pod nazwą "Reconnected to Nature", podczas których występują na żywo w różnych lokalizacjach. Wycieczki te łączą muzykę, naturę i społeczność i są istotną częścią szczególnego charakteru zespołu.
W 2019 roku Boomtown Shakedown wydał piosenkę Heimat, która krytycznie przygląda się utworzeniu Federalnego Ministerstwa Spraw Wewnętrznych i koncepcji domu w Niemczech. Piosenka, nagrana w SattaDub Studio w Münster, stawia pytanie, czy ministerstwo może odpowiednio odzwierciedlać różnorodność społeczeństwa. W tej piosence zespół opowiada się za rozumieniem domu jako sumy osobistych indywidualności, a nie tylko podkreślaniem wspólnej tożsamości.
W 2022 roku wydali album Live Summer 2022, który zawiera nagranie ich występu na Ruhr Reggae Summer 2022. Album odzwierciedla energię i nastrój festiwalu i zawiera utwory takie jak Geschenk i Immer Weiter.
W marcu 2023 roku ukazał się album koncertowy Rare Guitar Münster, na którym zarejestrowano koncert zespołu w ramach 10+2-letniej rocznicy w Rare Guitar w Münster i uchwycono energetyczną atmosferę. Nagranie zawiera takie utwory jak Gegengewicht, Immer Weiter i Sailing.
Oprócz regularnych wydawnictw, Boomtown Shakedown wydali również dubowe wersje niektórych swoich utworów, w tym Immer Weiter i Heavy Easy. Te dubowe miksy zostały wyprodukowane przez Kevina "Prince 2Spliffz" Szeremy w Hayesley Parkz Studio, a masteringiem zajął się Jonathan "Lil' Langen" Langenbrinck.
We wrześniu 2023 roku wszyscy wokaliści i saksofonista pojawili się gościnnie na singlu Music for Future Hansa Blüchera. 
W lutym 2025 roku wydali utwór Get Loud jako manifest przeciwko niedemokratycznym partiom i na rzecz otwartego, wolnego świata. W tym samym miesiącu, wspólnie z Hansem Blücherem, wydali utwór Earth Hour, muzyczne przesłanie inspirowane globalną inicjatywą ekologiczną o tej samej nazwie, która zachęca ludzi do wspólnego działania na rzecz ochrony klimatu i wzięcia odpowiedzialności za zrównoważoną przyszłość. WWF Niemcy zaprezentowało tę piosenkę w marcu jako godny naśladowania przykład w ramach Godziny dla Ziemi 2025..

## Zaangażowanie społeczne
Kilku członków zespołu Boomtown Shakedown od wielu lat angażuje się w międzynarodową działalność młodzieżową i kulturalną. Od 2006 roku gitarzysta PU organizuje wymiany zespołów z młodymi muzykami z Polski i Holandii w ramach partnerstwa miast jego rodzinnego Emsdetten. Za te działania miasto otrzymało w 2008 roku Europejską Nagrodę Instytutu (IPZ), a w 2025 roku PU został uhonorowany medalem miasta Chojnice.

## Dyskografia
- 2019: Heimat (singiel)
- 2022: Live Summer 2022 (album koncertowy)
- 2023: Rare Guitar Münster (album koncertowy)
- 2023: Immer Weiter und Heavy Easy (wersje dub)
- 2023: Music for Future (z Hansem Blücherem)
- 2025: Get Loud (singiel)
- 2025: Earth Hour (z Hansem Blücherem)
- 2025: Love Yourself (singiel)